# 福斯托里亞 (堪薩斯州)
福斯托里亞（英語：Fostoria）是美國堪薩斯州波特瓦特米縣一個非建制地區，距離奧爾斯堡（Olsburg）以東約6英里（9.7），海拔高度為1,473英尺（449米）。當地的郵政局於1884年開始營業，其郵遞區號為66426。
夏季濕熱，冬季暖和涼快為福斯托里亞之氣候特徵。另外根據柯本氣候分類法系統，當地屬於副熱帶溼潤氣候，氣候地圖上以「Cfa」標示。